# Добсько
Добсько (пол. Dobsko, нім. Kaisersfeld) — село в Польщі, у гміні Єзьора-Великі Моґіленського повіту Куявсько-Поморського воєводства.
Населення — 73 особи (2011).
У 1975-1998 роках село належало до Бидгощського воєводства.

## Демографія
Демографічна структура станом на 31 березня 2011 року:
|          | Загалом | Допрацездатний вік | Працездатний вік | Постпрацездатний вік |
| -------- | ------- | ------------------ | ---------------- | -------------------- |
| Чоловіки | 37      | 11                 | 24               | 2                    |
| Жінки    | 36      | 6                  | 23               | 7                    |
| Разом    | 73      | 17                 | 47               | 9                    |